# نيكون دي 70
نيكون دي 70 (بالإنجليزية: Nikon D70)‏ كاميرا احترافية من إنتاج شركة نيكون 6.01 ميجا بيكسل وقد طرحت في السوق في 2004

## D70s
في عام 2005 تم طرح الإصدار الجديد دي 70 اس
1. ↑  "Nikon D70". Digital SLR Cameras products line-up. Nikon Corporation. مؤرشف من الأصل في 2008-03-20.